# 클리어 모바일
클리어 모바일(영어: Clear Mobile)은 보다폰 아일랜드의 망을 임차하는 가상 이동 통신망 사업자로, 2021년 1월 14일에 설립되었다.